# Rüdiger Schulz
Rüdiger Schulz (* 12. Juli 1946 in Schwanewede bei Bremen) ist ein deutscher Politiker der Sozialdemokratischen Partei Deutschlands (SPD).

## Leben
Neben der parlamentarischen Arbeit ist Schulz Mitglied der Gewerkschaft Ver.di, des Arbeiter-Samariter-Bundes (ASB) und der Arbeiterwohlfahrt (AWO).
Er ist verheiratet und hat drei Kinder.

## Politik
Schulz ist seit dem Jahr 1970 Mitglied in der SPD. Er war Bezirksabgeordneter in den Jahren 1974 bis 1982 und von 1991 bis 1993. Zudem ist er Geschäftsführer der SPD-Harburg. Im September 2006 übernahm Schulz nach innerparteilichen Differenzen zwischen Parteichef Mathias Petersen und Landesgeschäftsführer Ties Rabe die kommissarische Landesgeschäftsführung.
Seit dem 6. Oktober 1993 ist er Mitglied der Hamburgischen Bürgerschaft. Dort sitzt er für seine Fraktion im Familien-, Kinder- und Jugendausschuss sowie im Stadtentwicklungsausschuss. Zudem ist er Mitglied des Parlamentarischen Untersuchungsausschuss (PUA) Geschlossene Unterbringung Feuerbergstraße.